# Neue Münze (Hanau)

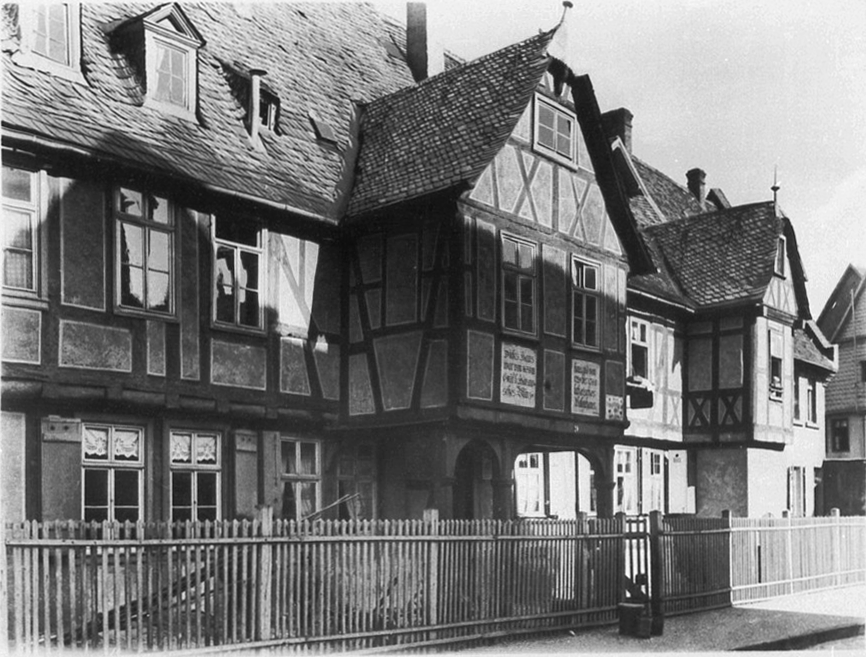
Die Hanauer Münze um 1908/10.

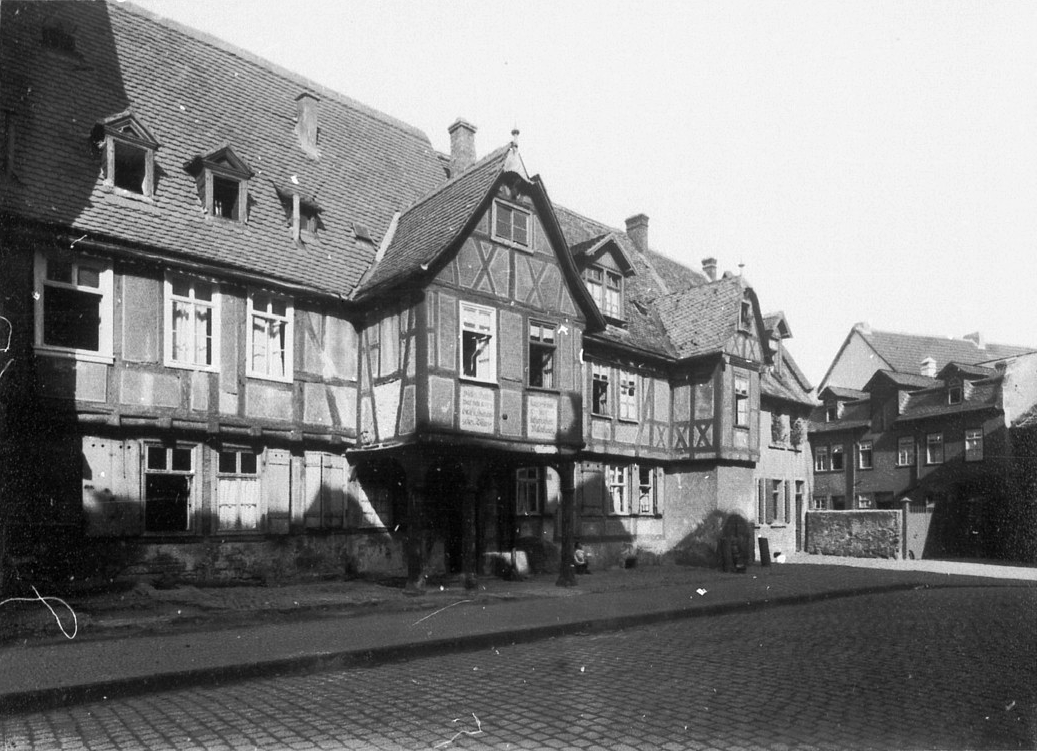
Foto mit unsicherer Datierung, vor 1940.

Die Neue Münze in Hanau war ein Fachwerkgebäude aus dem Jahr 1658 in der Erbsengasse in Hanau. Im Zweiten Weltkrieg wurde das Gebäude zerstört und anschließend abgerissen.

## Geschichte
Die Neue Münze wurde 1658 unter Graf Friedrich Casimir von Hanau eingerichtet. Ihren Namen trug sie, weil sie die gegenüberliegende, im Jahr zuvor abgerissene Alte Münze ersetzte, die dem Bau der Johanneskirche weichen musste. Zwischen 1672 und 1682 wurden in der Neuen Münz von den Hanauer Grafen gemäß dem Münzrecht der Grafschaft Hanau verschiedene Nominale geprägt. Schon 1681 wurde die Münzstätte erneut verlegt und das Gebäude wurde zunächst lutherisches Pfarrhaus und Konsistorium (Inspektorei). Nach einer Schenkung Landgraf Wilhelms IX. wurde diese 1768 an die Marktgasse verlegt, die Neue Münze wurde lutherisches Waisenhaus. Um 1769 wurde ein Steuerwert von 1.350 fl. ermittelt. 1847 kam sie in Privatbesitz.
Das Gebäude wurde bereits im Dezember 1944 oder Januar 1945 durch einen Bombenangriff zerstört, also vor der großen Zerstörung der Hanauer Altstadt beim Luftangriff auf Hanau am 19. März 1945. Der genaue Zeitpunkt ist nicht ganz gesichert. Ein auf den 7. Dezember 1944 datiertes Foto zeigt die Trümmer des Gebäudes, nach anderen Quellen soll die Zerstörung erst am 6. Januar 1945 stattgefunden haben, als auch das nahe gelegene Stadtschloss schwer getroffen wurde.

## Gebäude
Das stattliche Fachwerkgebäude lag im heute noch vorhandenen Straßenknick schräg gegenüber der Kommandantur und trug die Hausnummer Erbsengasse 20, früher Erbsengasse 5. Das zweigeschossige Gebäude besaß hinten seitliche Anbauten. Es nahm zeitweise bis zu zehn Mietparteien auf. Die Straßenseite wurde gegliedert durch zwei auf Pfeilern stehende, Risalit-artige Vorderbaue, in denen sich kleine Stuben befanden. Vor dem Haus lagen zwei kleine Gärtchen. Heute befindet sich an der Stelle der Neuen Münze ein Parkplatz. Auf das Gebäude weist der Straßenname der ehemaligen Erbsengasse (heute: Münzgasse) hin.